# دومنیکو مودونیو
دومنیکو مودونیو (ایتالیایی: Domenico Modugno؛ ‏ ۹ ژانویهٔ ۱۹۲۸ – ۶ اوت ۱۹۹۴) یک خواننده و بازیگر اهل ایتالیا بود. وی بین سال‌های ۱۹۵۳ تا ۱۹۹۳ میلادی فعالیت می‌کرد.
از فیلم‌ها یا برنامه‌های تلویزیونی که وی در آن نقش داشته‌است می‌توان به آدوا و دوستان، پرنده‌های بزرگ و پرنده‌های کوچک، لازارلا، دلدادگی و سرنوشت اشاره کرد.
و اما یکی از مشهورترین ترانه‌های اوبه نام در آسمان آبی نیلی فام می‌باشد که به نام من پرواز خواهم کرد هم شناخته می‌شود

## گزیده ترانه
- شمشیر
- لازارلا
- فاصله
- استاد ویولون
- آمارا ترا میا
- گریه نکن ماریا